# 王源扩
王源扩（1955年4月—），安徽寿县人，教授，博士生导师，曾任安徽大学副校长。
先后于安徽师范大学、安徽大学、澳大利亚莫拿什大学和中国人民大学获得法学学士、法学硕士、法学硕士（LL.M）和法学博士学位。曾赴英国伦敦大学国王学院访学一年。1970年12月参加中国人民解放军，1976年4月退伍分配至安徽省六安地区商业局政工组工作，1984年12月起在安徽大学工作。历任安徽大学教师、讲师、副教授、教授，教研室副主任，法律系副主任，法律系主任，法学院院长，安徽大学校长助理，安徽大学副校长。2014年8月，不再担任安徽大学副校长职务，转任安徽大学督导员。
主要从事经济法学和民商法学教学与研究，发表学术论文、译文五十余篇，主编和参编《民法学》、《经济法学》等著作、教材五部，主持和参加国家和省部级科研项目多项，曾获安徽省优秀教学成果一等奖、安徽省哲学社会科学研究优秀成果二、三等奖等奖励，享受安徽省人民政府特殊津贴。兼任中国法学会理事，中国财税法学教育研究会副会长，中国经济法学研究会常务理事，安徽省法学会副会长，安徽省人民政府法律顾问组成员，安徽省人民检察院专家咨询员。